# Mesadenus
Mesadenus – rodzaj roślin z rodziny storczykowatych (Orchidaceae). Obejmuje 4 gatunki występujące w Ameryce Północnej i Środkowej w takich krajach i regionach jak:Bahamy, Belize, Kuba, Dominikana, Gwatemala, Haiti, Jamajka, Leeward Islands, Meksyk, Portoryko, Turks i Caicos, Floryda w Stanach Zjednoczonych.

## Systematyka
Rodzaj sklasyfikowany do podplemienia Spiranthinae w plemieniu Cranichideae, podrodzina storczykowe (Orchidoideae), rodzina storczykowate (Orchidaceae), rząd szparagowce (Asparagales) w obrębie roślin jednoliściennych.
Wykaz gatunków
- Mesadenus chiangii (M.C.Johnst.) Garay
- Mesadenus lucayanus (Britton) Schltr.
- Mesadenus polyanthus (Rchb.f.) Schltr.
- Mesadenus tenuissimus (L.O.Williams) Garay